# عبور ترانزیت

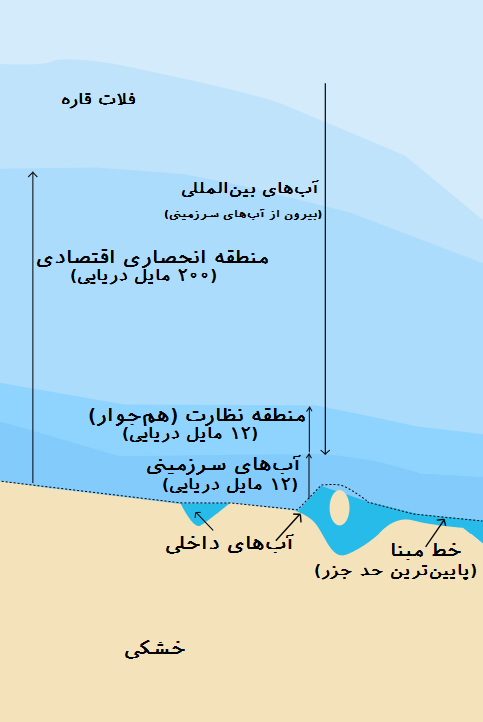
نقشه مناطق دریایی
از خط مبدأ به سمت ساحل: آب‌های داخلی
تا ۱۲ مایل دریایی دورتر از ساحل: آب‌های سرزمینی
۱۲ مایل دریایی دیگر پس از آن: منطقه همجوار
تا ۲۰۰ مایل دریایی دور از ساحل: منطقه انحصاری اقتصادی
فراتر از آب‌های سرزمینی: آب‌های آزاد

عبور ترانزیت یک مفهوم در کنوانسیون ملل متحد در مورد حقوق دریاها است که به کشتی‌ها حق آزادی ناوبری یا به هواپیماها حق عبور از فراز یک منطقه را صرفاً برای حمل و نقل (ترانزیت) مستمر و سریع از یک تنگه بین بخشی از آب‌های آزاد یا منطقه انحصاری اقتصادی و بخش دیگر می‌دهد. نیاز به حمل و نقل مستمر و سریع، مانع عبور از تنگه به منظور ورود، خروج یا بازگشت از یک کشور هم‌مرز تنگه نمی‌شود که این مسئله به شرایط ورود به آن کشور بستگی دارد.
این قانون ناوبری در بخش سوم کنوانسیون سازمان ملل متحد در مورد حقوق دریاها تدوین شده‌است. اگرچه همه کشورها این کنوانسیون را تصویب نکرده‌اند اما بسیاری از کشورها از جمله آمریکا قوانین ناوبری مرسوم تدوین شده در کنوانسیون را پذیرفته‌اند. این قانون ناوبری با کنوانسیون سوم سازمان ملل متحد در مورد حقوق دریاها اهمیت بیشتری یافت که گسترش آب‌های سرزمینی بین ۳ تا ۱۲ مایل دریایی را تأیید کرده و باعث شد تنگه‌های کمتری امکان عبور ناوبری بین آب‌های سرزمینی کشورهای ساحلی را داشته باشند.
عبور ترانزیت نه فقط در منطقه همپوشانی با آب‌های سرزمینی کشورهای ساحلی بلکه در سراسر تنگه وجود دارد. کشتی‌ها و هواپیماهای همه کشورها از جمله کشتی‌های جنگی، تجهیزات جانبی و هواپیماهای نظامی حق نزدیک شدن و عبور ترانزیت آزادانه از تنگه‌ها را دارند. زیردریایی‌ها تا زمانی که در حال انجام عملیات عادی خود باشند آزادانه مجاز به عبور ترانزیت از تنگه‌های بین‌المللی هستند. رژیم حقوقی عبور ترانزیت در مهم‌ترین تنگه برای تبادل تجارت بین‌المللی و امنیتی (تنگه جبل‌الطارق، تنگه دوور، تنگه هرمز، باب‌المندب و تنگه مالاکا) وجود دارد.
حقوق عبور ترانزیت شامل آب‌های داخلی هیچ کشوری در طول تنگه نمی‌شود.